# سارا ریگلوسکی
سارا ریگلوسکی (انگلیسی: Sarah Ryglewski؛ زادهٔ ۳۱ ژانویهٔ ۱۹۸۳) سیاستمدار اهل آلمان است.